# Municipio Cotoca
Das Municipio Cotoca ist ein Verwaltungsbezirk im Departamento Santa Cruz im südamerikanischen Anden-Staat Bolivien.

## Lage im Nahraum
Das Municipio Cotoca ist eines von fünf Municipios in der Provinz Andrés Ibáñez. Es ist im Norden, Westen und Süden von dem Municipio Santa Cruz umgeben und grenzt im Osten an die Provinz Chiquitos. Der zentrale Ort ist Cotoca im westlichen Teil des Municipios mit 19.482 Einwohnern. (Volkszählung 2012)

## Geographie
Das Municipio Cotoca liegt östlich der Cordillera Oriental im bolivianischen Tiefland am Westufer des Río Grande (Guapay). Das Klima der Region ist tropisch und fast ganzjährig feucht, mit einer kurzen Trockenzeit von Juli bis August mit Monatswerten von nur 30 bis 40 mm und Höchstwerten von 130 bis 160 mm von Dezember bis Februar.
Der Temperaturgang im Jahresverlauf ist sehr ausgeglichen, die mittlere Jahrestemperatur liegt bei 24 °C und schwankt nur unwesentlich zwischen 20 °C im Juni/Juli und gut 26 °C von Oktober bis Dezember (siehe Klimadiagramm Santa Cruz).

## Bevölkerung
Die Einwohnerzahl des Municipios ist zwischen 1992 und 2024 auf das Fünffache angestiegen:
| Jahr | Einwohner | Quelle       |
| ---- | --------- | ------------ |
| 1992 | 21.252    | Volkszählung |
| 2001 | 36.425    | Volkszählung |
| 2012 | 45.519    | Volkszählung |
| 2024 | 106.292   | Volkszählung |

Die Bevölkerungsdichte des Municipios bei der letzten Volkszählung von 2024 betrug 171,2 Einwohner/km², die Lebenserwartung der Neugeborenen lag im Jahr 2001 bei 64,6 Jahren. Der Alphabetisierungsgrad bei den über 15-Jährigen betrug 90,6 Prozent im Jahr 2001.
Aufgrund der historisch bedingten Zuwanderung von Agrarbevölkerung im 20. Jahrhundert weist die Region einen nicht unbedeutenden Anteil an indigener Bevölkerung auf: Im Municipio Cotoca sprechen 17,8 Prozent der Einwohner Quechua.

## Politik
Ergebnis der Regionalwahlen (concejales del municipio) vom 4. April 2010:
| Wahlberechtigte |  | Stimmen | gültig |  | VERDES | MAS-IPSP | TILUCHI | SOL    | ASIP  | FA    |
| --------------- |  | ------- | ------ |  | ------ | -------- | ------- | ------ | ----- | ----- |
| 22.059          |  | 19.265  | 16.528 |  | 5.623  | 3.533    | 3.149   | 3.067  | 703   | 453   |
|                 |  | 87,3 %  | 85,8 % |  | 34,0 % | 21,4 %   | 19,1 %  | 18,6 % | 4,3 % | 2,7 % |

Ergebnis der Regionalwahlen (elecciones de autoridades políticas) vom 7. März 2021:
| Wahl- berechtigte |  | Wahl- beteiligung | gültige Stimmen |  | CREEMOS | MAS-IPSP | UNIDOS | SOL    | ASIP   | MNR    |
| ----------------- |  | ----------------- | --------------- |  | ------- | -------- | ------ | ------ | ------ | ------ |
| 45.848            |  | 40,521            | 38.333          |  | 20.229  | 16.430   | 738    | 427    | 338    | 171    |
|                   |  | 88,38 %           | 94,60 %         |  | 52,77 % | 42,86 %  | 1,93 % | 1,11 % | 0,88 % | 0,45 % |

## Gliederung
Das Municipio untergliederte sich bei der Volkszählung von 2012 in die folgenden beiden Kantone (cantones):
- Kanton Cotoca – 37 Ortschaften – 40.133 Einwohner
- Kanton Puerto Pailas – 18 Ortschaften – 5.386 Einwohner

## Ortschaften im Municipio Cotoca
- Kanton Cotoca
  - Cotoca 19.482 Einw. – Campanero 2005 Einw. – Enconada 1925 Einw. – Don Lorenzo 1790 Einw. – El Bisito 1713 Einw. – Tarope 1574 Einw. – Tajibos 994 Einw. – Veintitrés de Enero - Villa Nueva 923 Einw. – El Espino 828 Einw. – Santa Rosa de Proboste 802 Einw. – San Andrés 765 Einw. – Abra Nueva - Campanero Sur 711 Einw. – Arroyito 647 Einw. – Los Tajibos 584 Einw. – Itapaqui 583 Einw. – Las Barreras 529 Einw. – Arroyuelo 511 Einw.

- Kanton Puerto Pailas
  - Puerto Pailas 2800 Einw. – Diez de Noviembre 716 Einw. – Guapurú 502 Einw.